# Kecamatan Cikatomas
Kecamatan Cikatomas är ett distrikt i Indonesien.   Det ligger i provinsen Jawa Barat, i den västra delen av landet, 220 km sydost om huvudstaden Jakarta.